# Carrascal
Carrascal Lưu trữ ngày 25 tháng 9 năm 2003 tại Wayback Machine là một đô thị hạng 2 ở tỉnh Surigao del Sur, Philippines. Theo điều tra dân số năm 2000, đô thị này có dân số 13.157 người trong 2.756 hộ.

## Các đơn vị hành chính
Carrascal được chia thành 14 barangay.
| - Adlay - Babuyan - Bacolod - Baybay (Pob.) - Bon-ot - Caglayag - Dahican | - Doyos (Pob.) - Embarcadero (Pob.) - Gamuton - Panikian - Pantukan - Saca (Pob.) - Tag-Anito (Red Mountains còn gọi là "Nubenta": Mining Gateway of the Philippines) |